# Mines de charbon des Cévennes

Localisation du gisement sur la carte des bassins houillers français.

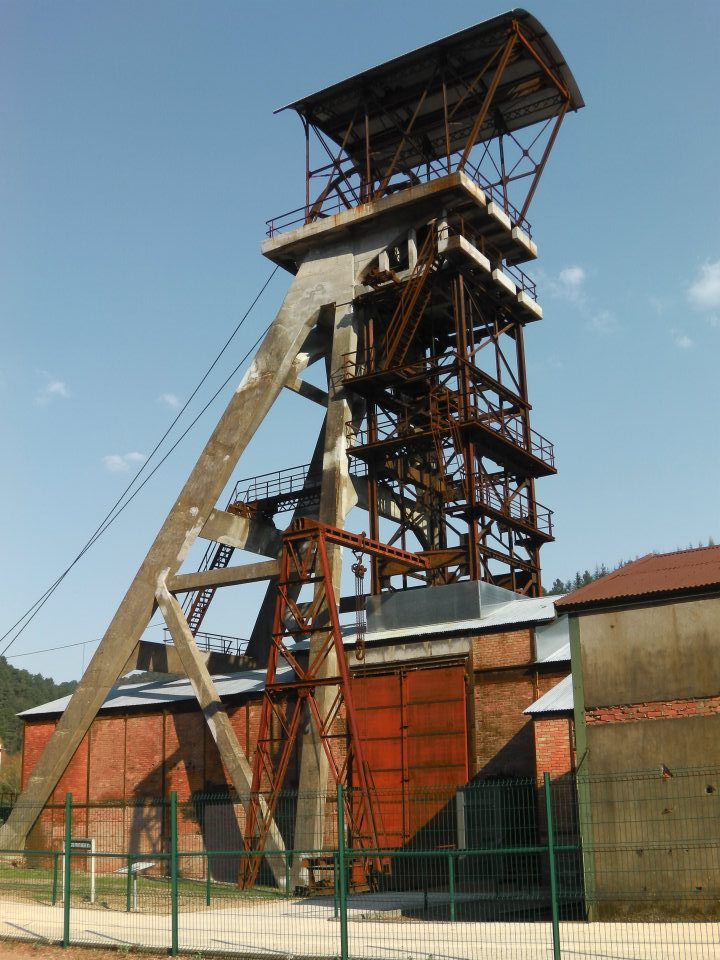
Chevalement de la mine Puits Ricard à La Grand-Combe.

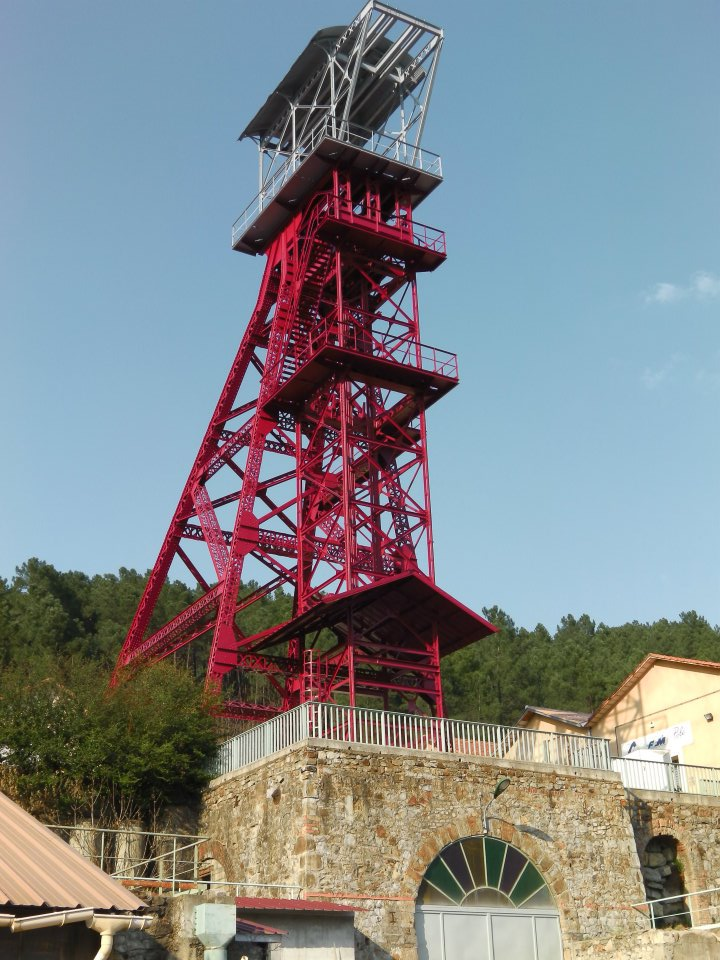
Mine de Ladrecht à Saint-Martin-de-Valgalgues au nord d'Alès, chevalement du puits Fontanes.

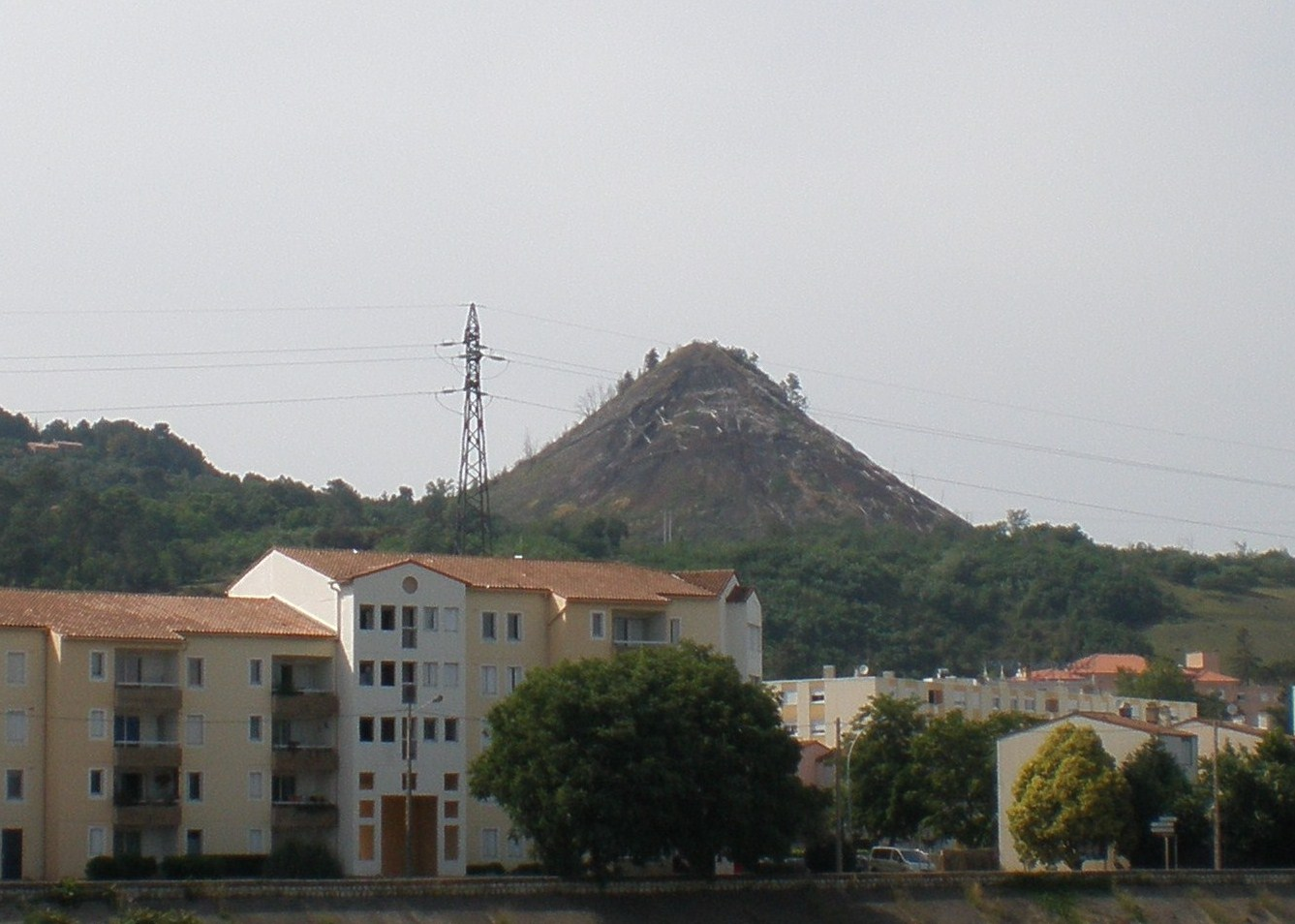
Le crassier du site de Rochebelle après sa combustion, en mai 2009.

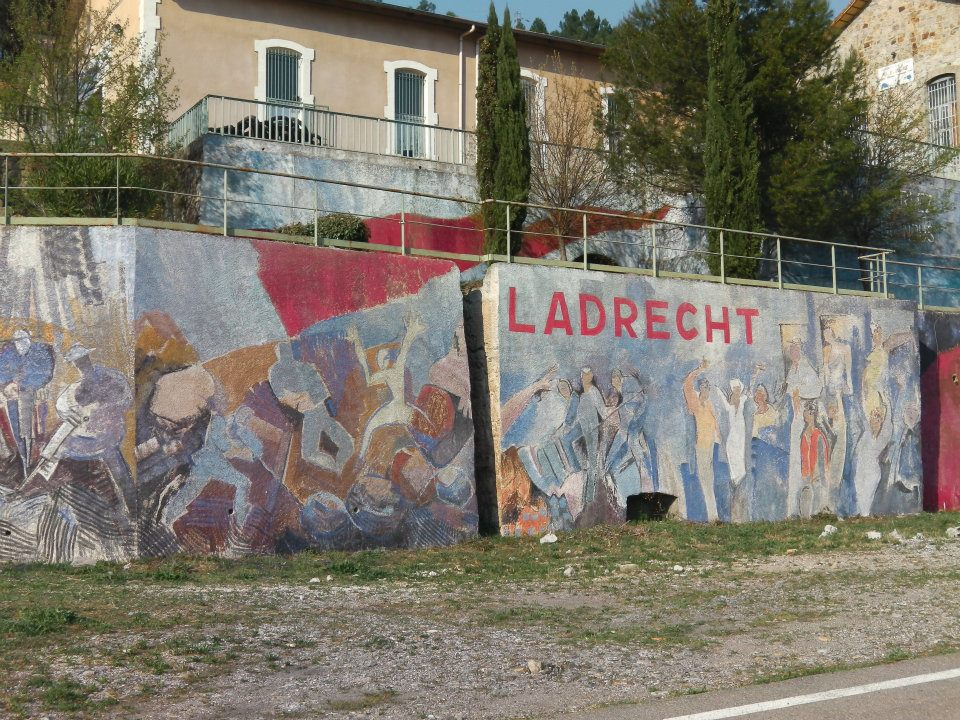
Fresque réalisée en 1981 sur le site de la mine de Ladrecht en souvenir de la grève des mineurs de 1980-1981.

Les mines de charbon des Cévennes sont parmi les premiers charbonnages de France et en représentent au XVIIIe siècle les plus prometteuses, après la compagnie des mines d'Anzin, mais leur exploitation se heurte à des problèmes de transport et de droits de propriété. Cette industrie minière se développe fortement au cours du XXe siècle et atteint son apogée en 1958 avec 3,3 millions de tonnes de charbon extraits et un effectif de 20 000 ouvriers avant de décliner puis de cesser vers 1980.
Des vestiges de ces industries (entrées de mines, chevalements, terrils, voies ferrées, ruines, cité ouvrière, bâtiments reconvertis) subsistent au début du XXIe siècle. Le territoire reste marqué économiquement, socialement, paysagèrement, écologiquement et culturellement.

## Localisation
Le bassin des Cévennes est situé dans le département du Gard et la région Occitanie dans le Sud de la France, non loin de la mer Méditerranée.
Les gisements houillers les plus proches sont le bassin houiller de Provence au sud-est, ceux d'Auvergne au nord et à l'ouest et ceux Alpes et du Dauphiné au nord-est.

## Géologie
Comme la plupart des bassins houillers de France, le charbon est contenu dans des strates sédimentaires détritiques de milieu continental, datant du Carbonifère. Les petits bassins des Cévennes, d'âge stéphanien, sont essentiellement constitués de grès (issu de l'érosion des chaînes montagneuses du Massif central) renfermant des niveaux de charbon. L'ouverture de ces bassins de sédimentation intra-montagneux qui se remplissent de dépôts continentaux marécageux à l'origine des terrains houillers, est le témoin privilégié de la fin de l'orogenèse varisque et ses phases de désépaississement crustal et d'effondrement orogénique.
Le bassin houiller possède une forme triangulaire et s'étend sur 200 km2 au nord d'Alès sur le pourtour du massif de gneiss du Rouvergue et regroupe trois gisements : La Grand-Combe (charbons maigres et anthraciteux), Bessèges (charbons gras) et Rochebelle (charbons gras).

## Histoire

### L'abbaye de Cendras en 1230
La première attestation d'exploitation du charbon des Cévennes concerne l'abbaye de Cendras, fondée au Xe siècle sur les restes d'une villa romaine, qui réunira au sommet de son activité 80 moines et 150 frères. Le document[Lequel ?] indique que l'abbé Bernard de Soucanton affecta à l'infirmerie du monastère une rente annuelle prélevée sur le cens que lui versaient les exploitants de la « terre noire » (v. 1230). C'est, avec l'acte de vente de la mine de Boussagues dans l'Hérault (1206), les mentions de Carmaux (v. 1290) et la cession faite par Estienne de Saint-Priest pour le bassin houiller de la Loire (1267), un des rares témoignages de l'exploitation du charbon en France à l'époque médiévale.
En 1647, des fermiers des mines de charbon dans le bassin d'Alès se réunissent au sein d'un syndicat concurrent des petits exploitants contraints de vendre à bas prix. Un arrêt du conseil daté du 13 mai 1698 stipule que « Tous les propriétaires de terres ouvertes ou non ouvertes peuvent les exploiter à leur profit ». Mais, dans le Gard, cette décision reste lettre morte. Les guerres de religion entraînent l'abandon des mines, leur mise à sac et la destruction des industries annexes de l'exploitation du charbon.
L'arrêt du 14 janvier 1744, qui institue une première règlementation des mines de charbon, oblige les exploitants à faire des demandes de concession. Mais cette loi est peu respectée dans le département. En 1760, on compte une quinzaine de petites sociétés minières dans la région.

### Un minéralogiste ambitieux, qui utilise la traction animale dans les galeries
En 1764, le minéralogiste Pierre-François Tubeuf, venu de Normandie se lance dans l'exploitation minière. Il acquiert une grande expérience en Bretagne puis à la mine de charbon de Cransac, dans le bassin de Decazeville, (Aveyron), région alors appelée le Rouergue, pour des compagnies minières. Il y a créé les premiers chevalements et introduit le roulage au fond de la mine en utilisant la traction animale dans les petites tailles, s’inspirant des chiens de traîneaux. Il a aussi obtenu une concession de 1 an à Saint-Paulet-de-Caisson, près du Comtat Venaissin. Après quelques visites dans les basses Cévennes, il constate la richesse minière de cette zone et demande une concession au roi, car elle lui paraît la plus intéressante.
Le 24 mars 1774, il obtient finalement du roi Louis XV la concession exclusive pour 30 ans de l'exploitation des mines du Gard dans la région d'Alais, Saint-Ambroix, Uzès, Pont-Saint-Esprit, Villefort, Anduze, ce qui inclut une zone de plus de 3 000 kilomètres carrés. Il doit en retour dédommager les propriétaires de terrains et verser 800 livres par an à l'École royale des mines. « C'est le passage de petites exploitations artisanales composées de quelques ouvriers à des concessions de type capitaliste ». Il obtient aussi la concession pour 30 ans des futures mines de Rochebelle. Pour la première fois en Cévennes, du personnel spécialisé, venant d'Allemagne ou d'Angleterre, est engagé pour creuser les puits et mettre en place des systèmes de drainage et de ventilation. Certains puits atteignent 200 pieds de profondeur.

### La guerre contre le duc de Castries, ministre du roi
Mais le conseil de ville vote en 1777 une protestation contre la demande de Tubeuf, concessionnaire, de faire fermer les ouvertures par lesquelles les habitants allaient chercher eux-mêmes du charbon, dans des mines artisanales et dangereuses. Un long conflit s'engage.
Pierre-François Tubeuf est chassé à coups de pierre, en 1784 au château de Trouillas  par les propriétaires de la région et les hommes de main du maréchal de Castries, maréchal de France et ministre du roi, qui afferme la mine de Trouillas à un petit exploitant puis rachète le comté d'Alais en vue de s'allier avec les petits producteurs locaux que Tubeuf concurrençait. Tubeuf est même gravement blessé, perdant un œil dans l'affrontement.
Devant la résistance contre le nouvel exploitant, un arrêt du roi sursoit à la prise de possession des mines par Tubeuf, qui part en Amérique : le duc de Castries récupère à son profit, en 1786, les mines de charbon dépossédées de Tubeuf.  Mais il revient en 1790 racheter son bien. En 1820, la femme de Pierre-François Tubeuf et son fils récupèrent la mine de Rochebelle, puis font construire une verrerie et le château de Traquette.

### La ligne de chemin de fer bouleverse la donne
Les moyens de transport ont toujours manqué. Le charbon sort sur des sentiers muletiers et le trajet augmente son coût d'au moins 75 %. L'exploitation sera surtout stimulée dans les années suivant l'achèvement en 1839 de la voie ferrée de la Compagnie des Mines de la Grand’Combe et des chemins de fer du Gard entre La Grand-Combe et Beaucaire (une des premières en France) grâce à Paulin Talabot, polytechnicien, qui est allé s’informer en Angleterre auprès de Robert et George Stephenson sur l’industrie ferroviaire. La gare de Ners, entre Nîmes et Alais, d’architecture en vogue à l’époque en Angleterre, n’est sans doute pas sans rappeler cette influence.
En 1828, la création des forges et fonderies de Tamaris, puis de la société civile de Rochebelle et Trélys aboutit en 1834 à l'absorption par la Cie des Fonderies et Forges d'Alais qui exploite principalement pour ses usines, tandis que la compagnie des mines de La Grand-Combe regroupe en 1836, à l'initiative de Paulin Talabot la compagnie houillère de Bessèges qui reprend les concessions de madame de Suffren et la Cie des mines de Rochebelle créée par le maréchal Soult au début des années 1830 pour l'exploration du domaine de François Pierre de Tubeuf. La Cie des Mines de Portes et Sénéchas sera ensuite développée en 1854 par le financier Jules Mirès.

### Record de production après la nationalisation de 1946
Le décret du 28 juin 1946 et les lois de nationalisation instituant les Houillères de Bassin des Cévennes transfèrent à l'État 8 sociétés : Compagnie des houillères de Bessèges, Société des mines de Cessous, Compagnie des mines de La Grand-Combe, Société des Houillères du Nord d'Alès, Société des houillères de Rochebelle, houillères de Lalle (appartenant à M. Auguste Leydier) et houillères de Trélys et Palmasalade qui appartiennent à la Compagnie des Mines, Fonderies et Forges d'Alès. Le décret du 16 mai 1947 viendra y adjoindre quatre concessions appartenant à l'État : Olympie, Malataverne, Les Pinèdes (Gard) et Doulovy (Ardèche).
Un record de production est atteint en 1958 : 3,3 millions de tonnes avec un effectif de 20 000 ouvriers sur l'ensemble du bassin houiller d'Alès - La Grand-Combe. Mais la fermeture du puits des Oules en 1985 marque la fin de l'exploitation du charbon dans les Cévennes. Entre 1954 et 2008, la population de La Grand-Combe est divisée par trois. Le 16 avril 1968, les HBC sont intégrées dans les Houillères de Bassin du Centre-Midi et deviennent « Unité d'Exploitation (UE) du Gard ».

## Personnalités liées
Le trompettiste français Maurice André, issu d'une famille de mineurs d'Alès, a travaillé comme ouvrier dans les mines de Rochebelle entre ses 14 ans et ses 18 ans, soit entre 1947 et 1951.